# Amphisbaena hastata
Espèce
Amphisbaena hastata est une espèce d'amphisbènes de la famille des Amphisbaenidae.

## Répartition
Cette espèce est endémique de l'État de Bahia au Brésil. 

## Publication originale
- Vanzolini, 1991 : Two new small species of Amphisbaena from the fossil dune field of the middle Rio São Francisco, State of Bahia, Brasil (Reptilia, Amphisbaenia). Papéis Avulsos de Zoologia, São Paulo, vol. 37, no 17, p. 259-276.